# Segno (Predaia)
Segno (Segn en noneso) es una fracción geográfica del municipio de Predaia en la provincia autónoma de Trento.

## Historia
Segno fue un municipio independiente hasta 1928 en que se agregó a Taio. En la actualidad, desde 2015, es una parte más de Predaia.

## Monumentos y lugares de interés
- Iglesia de la Natividad de María, datada en 1327.[5]
- Museo Padre Eusebio Chini, dedicado al misionero jesuita  en México Eusebio Francisco Kino.[6]

## Galería de imágenes

Imágenes de Segno
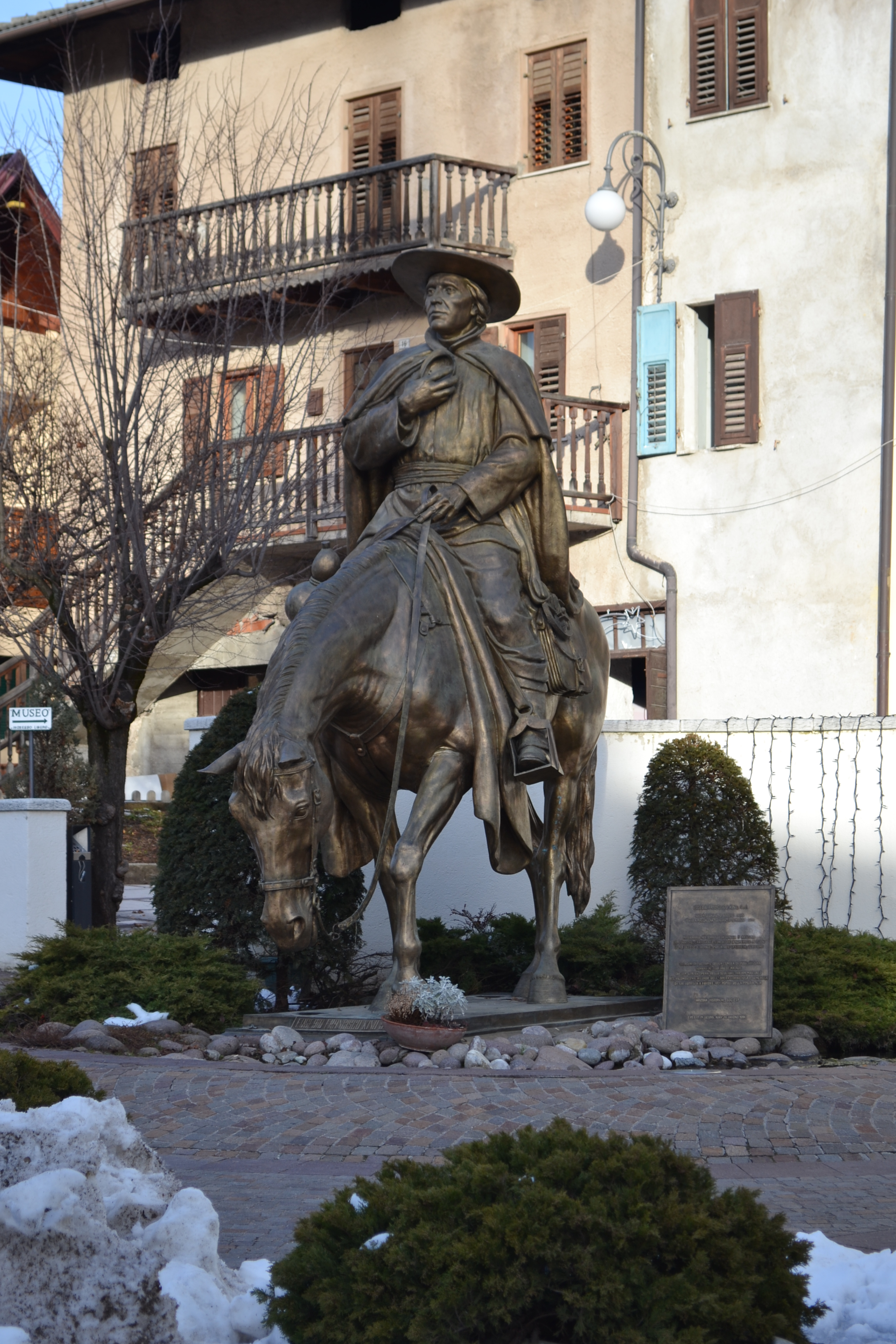
Estatua de Eusebio Francisco Kino en Segno
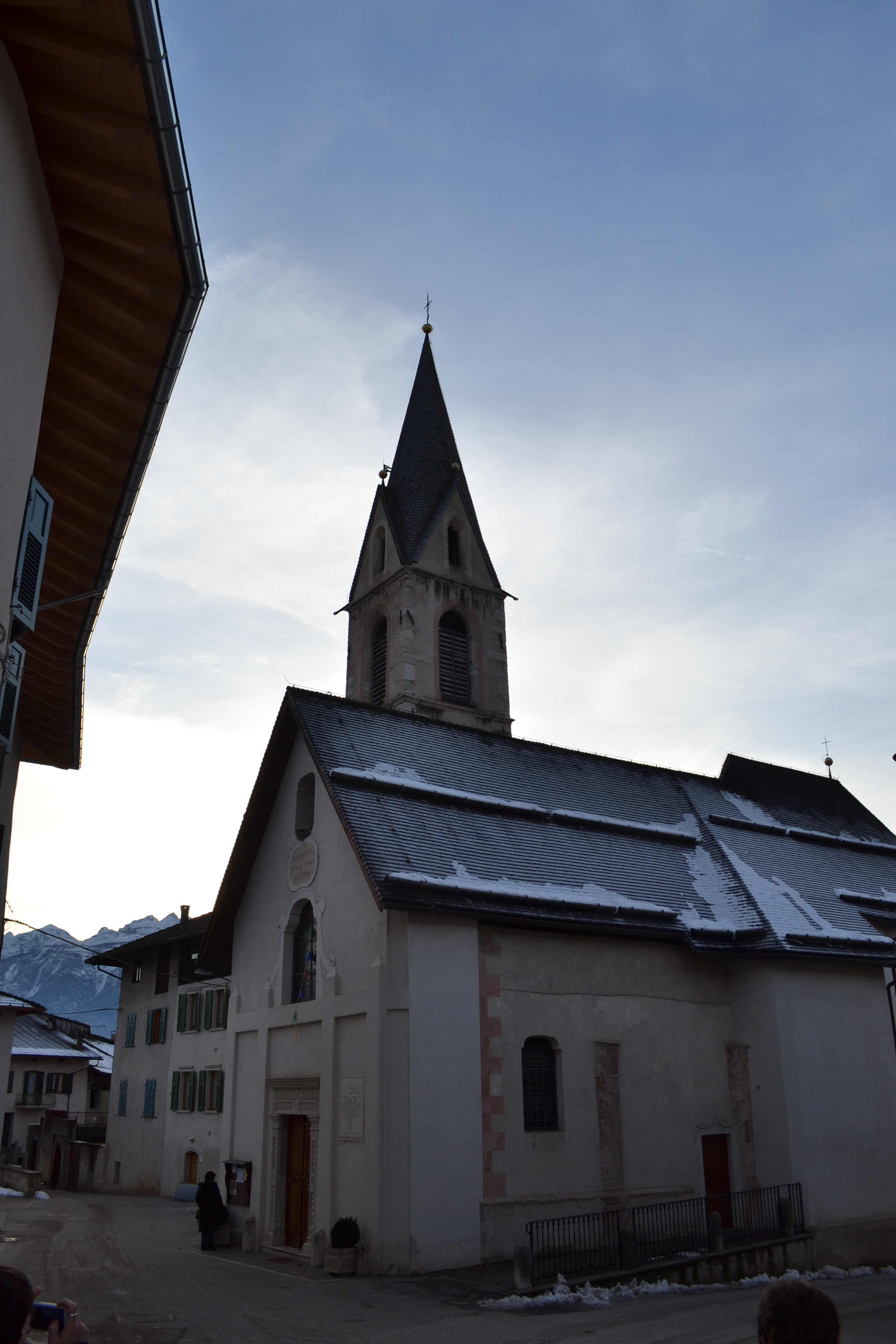
Iglesia de la Natividad de María en Segno